# Йохан Омен
Йо́ган О́мен (нід. Johan Oomen 6 червня 1965 — 15 січня 2022) — колишній нідерландський професіональний рефері зі снукеру. Омен народився у Нідерландах, мешкає в Англії.

## Кар'єра
Йоган Омен отримав статус професійного рефері у 1995 році. Свій перший професійний матч він провів у 2001 році на турнірі LG Cup. За свою кар'єру Омен судив фінали таких великих турнірів, як Гран-прі (2005, матч між Ронні О'Салліваном і Джоном Гіггінсом) та Шанхай Мастерс (2007, матч між Раяном Деєм та Домініком Дейлом). Деякий час Йохан вважався одним з провідних рефері в професійному снукері, однак 24 вересня 2007 він оголосив про завершення своєї суддівської кар'єри. Це рішення було пов'язане з переходом на нову роботу.